# Regeringen Kjell Magne Bondevik I
Regeringen Kjell Magne Bondevik I, kaldet "sentrumsregjeringen", var en norsk koalissionsregering mellem Kristelig Folkeparti, Senterpartiet og Venstre.
Den sad fra 17. oktober 1997. Den 10. marts 2000 søgte regeringen afsked, efter at have stillet et lovforslag og fået flertal mod sig i Stortinget. Regeringen blev opløst 17. marts 2000. Samtidig blev Regeringen Jens Stoltenberg I udnævnt.
| Portefølje                                        | Minister                  | Periode           | Parti |
| ------------------------------------------------- | ------------------------- | ----------------- | ----- |
| Statsminister                                     | Kjell Magne Bondevik      |                   | KrF   |
| Udenrigsminister                                  | Knut Vollebæk             |                   | KrF   |
| Forsvarsminister                                  | Dag Jostein Fjærvoll      | – 15. Marts 1999  | KrF   |
| Forsvarsminister                                  | Eldbjørg Løwer            | 15. Marts 1999 –  | V     |
| Haldels- og Erhvervsminister                      | Lars Sponheim             |                   | V     |
| Arbejds- og Administrationsminister               | Eldbjørg Løwer            | – 15. Marts 1999  | V     |
| Arbejds- og Administrationsminister               | Laila Dåvøy               | 15. Marts 1999 –  | KrF   |
| Finansminister                                    | Gudmund Restad            |                   | Sp    |
| Kommunal- og Regionalminister                     | Ragnhild Queseth Haarstad | – 16. Marts 1999  | Sp    |
| Kommunal- og Regionalminister                     | Odd Roger Enoksen         | 16. Marts 1999 –  | Sp    |
| Sundhedsminister                                  | Dagfinn Høybråten         |                   | KrF   |
| Kulturminister                                    | Anne Enger Lahnstein      | – 8. Oktober 1999 | Sp    |
| Kulturminister                                    | Åslaug Haga               | 8. Oktober 1999 – | Sp    |
| Socialminister                                    | Magnhild Meltveit Kleppa  |                   | Sp    |
| Transport- og Kommunikationsminister              | Odd Einar Dørum           | – 15. Marts 1999  | V     |
| Transport- og Kommunikationsminister              | Dag Jostein Fjærvoll      | 15. Marts 1999 –  | Krf   |
| Fiskeriminister                                   | Peter Angelsen            | – 21. Januar 2000 | Sp    |
| Fiskeriminister                                   | Lars Peder Brekk          | 21. Januar 2000 – | Sp    |
| Minister for Ulandsbistand og Menneskerettigheder | Hilde Frafjord Johnson    |                   | KrF   |
| Miljøminister                                     | Guro Fjellanger           |                   | V     |
| Landbrugsminister                                 | Kåre Gjønnes              |                   | KrF   |
| Justits- og Politiminister                        | Aud Inger Aure            | – 15. Marts 1999  | KrF   |
| Justits- og Politiminister                        | Odd Einar Dørum           | 15. Marts 1999 –  | V     |
| Børne- og Familieminister                         | Valgerd Svarstad Haugland |                   | KrF   |
| Olie- og Energiminister                           | Marit Arnstad             |                   | Sp    |
| Kirke-, Uddannelses- og Forskningsminister        | Jon Lilletun              |                   | KrF   |

1. ↑  hvis ikke andet er noteret var perioden 17 Oktober 1997 - 3 Marts 2000

## Ekstern Henvisning
- Kjell Magne Bondeviks første regjering 1997-2000 – Regjeringen.no